# A/V-Verhältnis

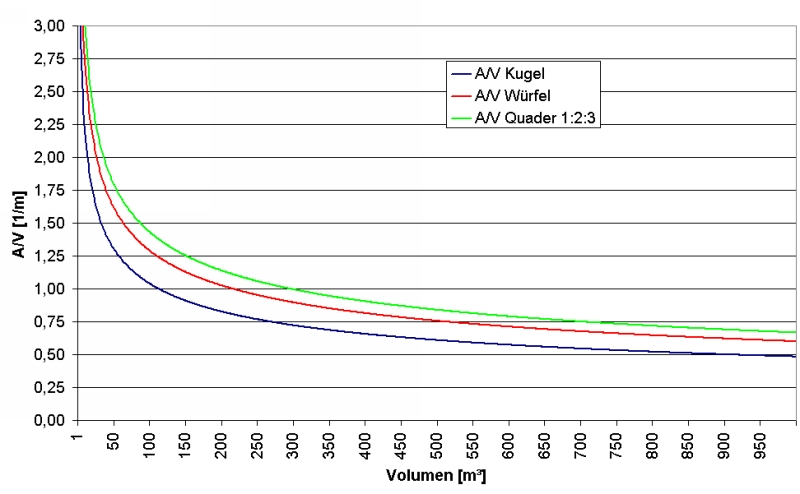
A/V-Verhältnis von Kugel, Würfel und Quader (Seitenverhältnis 1:2:3) bei gleichem Volumen

Das Oberfläche-zu-Volumen-Verhältnis  (A/V-Verhältnis) ist der Quotient aus der Oberfläche {\displaystyle A} und dem Volumen {\displaystyle V} eines geometrischen Körpers. Es hat die Dimension 1/Länge.
Bei gegebenem Volumen weist von allen Körpern die Kugel die kleinste Oberfläche auf. Bei wachsendem Volumen nimmt das A/V-Verhältnis bei allen Körpern ab, da die Oberfläche quadratisch, das Volumen jedoch kubisch (in der dritten Potenz) wächst. Das ist von Bedeutung für die Abkühlungsgeschwindigkeit verschieden großer Massen: Die Abkühlung erfolgt proportional zur Größe der Oberfläche, die beim Größerwerden jedoch langsamer wächst als das Volumen, so dass größere Massen langsamer abkühlen als kleine. Das ist auch eine Erklärung dafür, dass Kaiserpinguine in der Antarktis größer sind und somit mehr Wärme behalten als Galápagos-Pinguine nahe dem Äquator, die Wärme eher abgeben wollen (Bergmannsche Regel und Allometrie).

## Betrachtung

A-V-Diagramm verschiedener geometrischer Körper

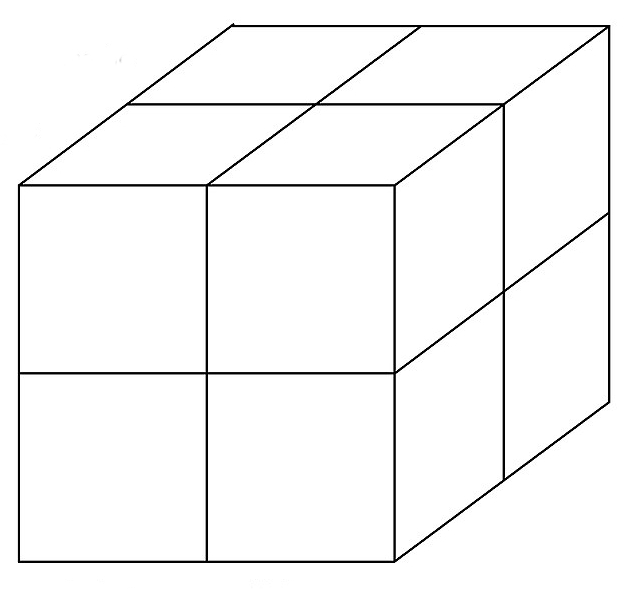
Verdoppelt sich die Kantenlänge eines Würfels, vervierfacht sich dessen Oberfläche und verachtfacht sich dessen Volumen

Allgemein gilt für Körper: Wenn man die drei Kantenlängen {\displaystyle a}, {\displaystyle b} und {\displaystyle c} eines Quaders jeweils verdoppelt, vervierfacht sich seine Fläche {\displaystyle A} (allgemeinsprachlich: Oberfläche; oder auch bei Berücksichtigung von Austauschprozessen, seine Grenzfläche); sein Volumen {\displaystyle V} aber verachtfacht sich. Große Körper haben deshalb eine (z. B. für die Wärmespeicherung) günstigere Relation von Volumen zu Oberfläche:
{\displaystyle V_{1}=a\cdot b\cdot c}    (beim Würfel: {\displaystyle V_{1,{\text{W}}}=a\cdot a\cdot a=a^{3}})
{\displaystyle V_{2}=2a\cdot 2b\cdot 2c=2\cdot 2\cdot 2\cdot a\cdot b\cdot c=8\cdot a\cdot b\cdot c=8\cdot V_{1}}
{\displaystyle A_{1}=2\cdot a\cdot b+2\cdot b\cdot c+2\cdot a\cdot c}    (Würfel: {\displaystyle A_{1,{\text{W}}}=6\cdot a\cdot a=6\cdot a^{2}})
{\displaystyle A_{2}=2\cdot 2a\cdot 2b+2\cdot 2b\cdot 2c+2\cdot 2a\cdot 2c=4\cdot A_{1}}
Das gilt auch für den Zylinder: Wenn man seinen Durchmesser und seine Höhe verdoppelt, verachtfacht sich sein Volumen.
Auch wenn man den Durchmesser einer Kugel verdoppelt, verachtfacht sich ihr Volumen.

## Physiologische Implikationen
Der Stoffaustausch einer Zelle erfolgt über deren Oberfläche. Aufnahme und Abgabe von für den Stoffwechsel wichtigen Molekülen vollzieht sich über die Zellmembran (Phasengrenzflächen). Dabei spielt auch das Verhältnis von Zelloberfläche zu Zellvolumen eine wichtige Rolle. Je kleiner eine Zelle (oder auch ein Körper) ist, desto weniger Volumen hat sie im Verhältnis zu ihrer Oberfläche. Eine stoffwechselaktive Zelle ist deshalb meist klein, da bei einem kleinen Zellkörper das Verhältnis von Oberfläche zu Volumen günstiger ist als bei großvolumigen Zellen. Soll nun aber eine Zelle aufgrund des evolutionären Drucks sowohl großvolumig als auch stoffwechselaktiv sein, ist dies nur durch eine zusätzliche Vergrößerung der Oberfläche durch Falten oder Ausstülpungen möglich, als Beispiel sei hier der Osteoklast angeführt.
Bei verschiedengroßen Organismen führt das Verhältnis von Oberfläche zu Volumen zu ökogeographischen Beobachtungen wie beispielsweise der Bergmannschen Regel.

## Bauphysik
In der Bauphysik und beim Wärmeschutznachweis ist das A/V-Verhältnis eine wichtige Kenngröße für die Kompaktheit eines Gebäudes. Es berechnet sich als der Quotient aus der wärmeübertragenden Hüllfläche, d. h. Flächen, die Wärme an die Umwelt abgeben, wie Wände, Fenster, Dach, und dem beheizten Gebäudevolumen. Das A/V-Verhältnis beeinflusst entscheidend den Heizenergiebedarf. Ein geringeres A/V-Verhältnis bedeutet bei gleichem Gebäudevolumen eine kleinere Wärme übertragende Außenfläche. Pro m³ Volumen ist somit weniger Energie notwendig, um die Wärmeverluste über die Hülle auszugleichen.
Große Gebäude weisen naturgemäß kleinere A/V-Verhältnisse auf als z. B. Einfamilienhäuser. Typische Werte für Einfamilienhäuser liegen zwischen 0,8 und 1,0 {\displaystyle {\tfrac {1}{\mathrm {m} }}}. Bei großen, kompakten Gebäuden sind Werte bis unter 0,2 {\displaystyle {\tfrac {1}{\mathrm {m} }}} möglich.

## Beispiele
| Körper     | Form | Länge {\displaystyle a} | Oberfläche                                       | Volumen                                              | A/V-Verhältnis                                                                                         | A/V-Verhältnis pro Raumeinheit |
| ---------- | ---- | ----------------------- | ------------------------------------------------ | ---------------------------------------------------- | --- | ------------------------------ |
| Tetraeder  |      | Seite                   | {\displaystyle {\sqrt {3}}a^{2}}                 | {\displaystyle {\frac {{\sqrt {2}}a^{3}}{12}}}       | {\displaystyle {\frac {6{\sqrt {6}}}{a}}\approx {\frac {14{,}697}{a}}}                                 | 7,21                           |
| Würfel     |      | Seite                   | {\displaystyle 6a^{2}}                           | {\displaystyle a^{3}}                                | {\displaystyle {\frac {6}{a}}}                                                                         | 6                              |
| Oktaeder   |      | Seite                   | {\displaystyle 2{\sqrt {3}}a^{2}}                | {\displaystyle {\frac {1}{3}}{\sqrt {2}}a^{3}}       | {\displaystyle {\frac {3{\sqrt {6}}}{a}}\approx {\frac {7{,}348}{a}}}                                  | 5,72                           |
| Dodekaeder |      | Seite                   | {\displaystyle 3{\sqrt {25+10{\sqrt {5}}}}a^{2}} | {\displaystyle {\frac {1}{4}}(15+7{\sqrt {5}})a^{3}} | {\displaystyle {\frac {12{\sqrt {25+10{\sqrt {5}}}}}{(15+7{\sqrt {5}})a}}\approx {\frac {2{,}694}{a}}} | 5,31                           |
| Ikosaeder  |      | Seite                   | {\displaystyle 5{\sqrt {3}}a^{2}}                | {\displaystyle {\frac {5}{12}}(3+{\sqrt {5}})a^{3}}  | {\displaystyle {\frac {12{\sqrt {3}}}{(3+{\sqrt {5}})a}}\approx {\frac {3{,}970}{a}}}                  | 5,148                          |
| Kugel      |      | Radius                  | {\displaystyle 4\pi r^{2}}                       | {\displaystyle {\frac {4\pi r^{3}}{3}}}              | {\displaystyle {\frac {3}{r}}}                                                                         | 4,836                          |

## Verhältnis von Umfang zu Flächeninhalt

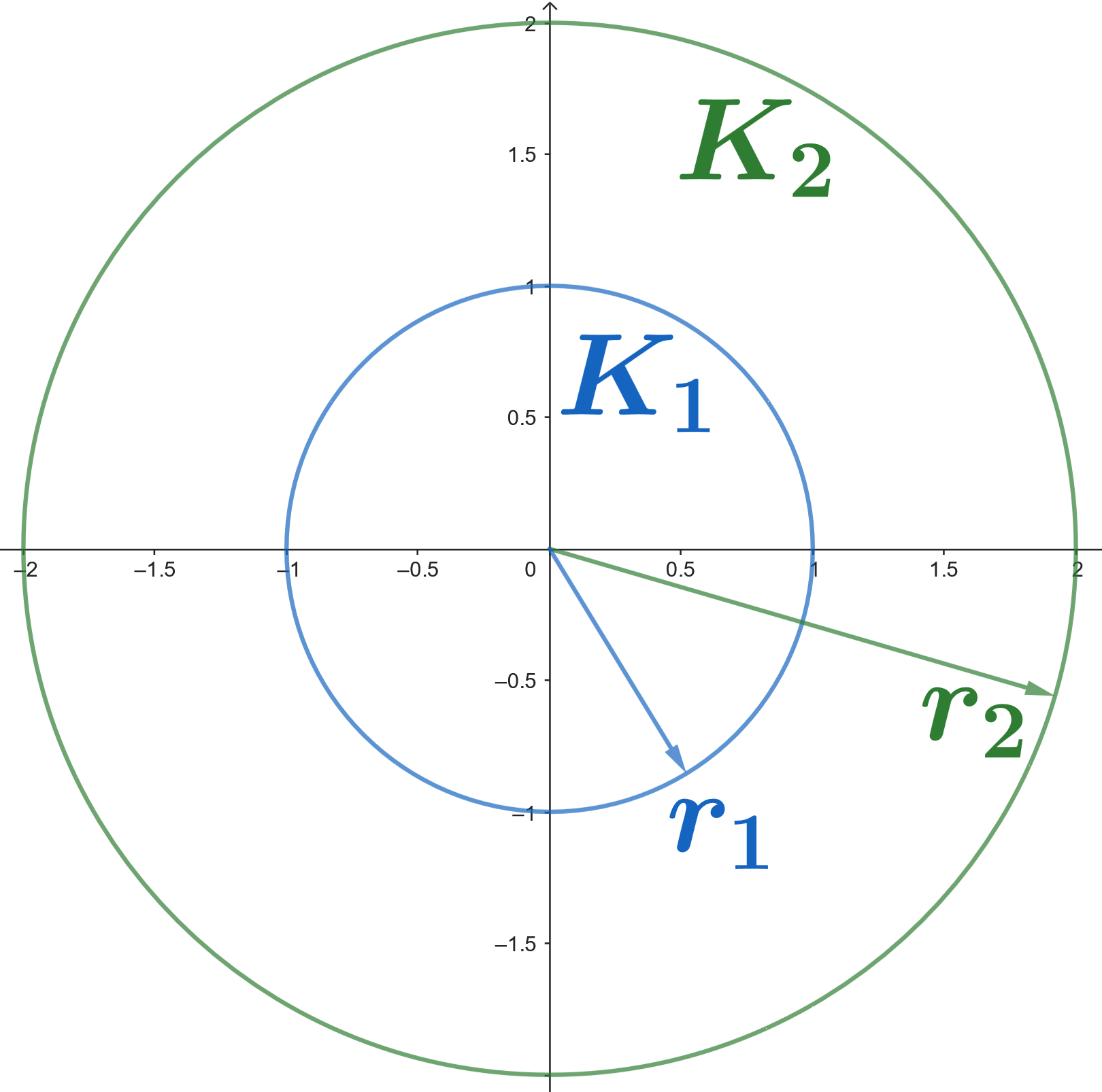
Verdoppelt sich der Radius (und damit der Durchmesser und Umfang) des Kreises, vervierfacht sich dessen Flächeninhalt:

Analog zum A/V-Verhältnis eines Körpers nimmt bei einer Fläche das Verhältnis von Umfang zu Flächeninhalt mit steigender Größe ab, da der Umfang linear, der Flächeninhalt jedoch quadratisch wächst.